# کاشتل (امبرگ-سولزباخ)
کاشتل (به آلمانی: Kastl) یک شهر در آلمان است که در امبرگ-سولزباخ واقع شده‌است.